# منهدرة متشققة
المنهدرة المتشققة (الاسم العلمي: Enhydrina schistosa) هي نوع من الأفاعي من جنس المنهدرة تنتمي لأسرة ثعابين البحر (الغيدقاوات) من فصيلة العرابيد. وهي شائعة في جميع أنحاء منطقة المحيطين الهندي والهادئ. هذا النوع متورط في أكثر من 50٪ من جميع اللدغات التي تسببها ثعابين البحر بالإضافة إلى معظم المضايقات والوفيات. يُدعى أيضًا ثعبان بحر فالاكادين .
تتواجد في البحر المفتوح الضحل ومصبات الأنهار والبحيرات الساحلية وغابات المنغروف وعادة في الماء من عمق 3.7-22.2 متر. وتوجد عادة فوق القيعان الناعمة مثل الطين والرمل. عُثِر عليها في بعض بحيرات المياه العذبة في كمبوديا والهند. وقد اكتشف أن المنهدرة تستطيع السفر نحو أعالي الأنهار. عُثِر على واحدة 7 كيلومتر في أعلى نهر في غوا في الهند.